# Eupithecia schwingenschussi
Eupithecia schwingenschussi är en fjärilsart som beskrevs av Hans Zerny 1934. Eupithecia schwingenschussi ingår i släktet Eupithecia och familjen mätare. Inga underarter finns listade i Catalogue of Life.